# خلية مرارية
الخلية المرارية (بالإنجليزية: Cholecystocyte)‏ هي خلية طلائية تُوجد في المرارة.